# تخت‌گاز (مجموعه تلویزیونی ۱۹۷۷)
تخت گاز یک مجموعه تلویزیونی بریتانیایی شبکه بی‌بی‌سی بوده‌است که به نقد و بررسی ماشین‌ها می‌پرداختند. این برنامه بین سال‌های ۱۹۷۷ تا ۲۰۰۱ پخش می‌شد، که بعد از اتمام این مجموعه، مجموعه‌ای با همین نام در سال ۲۰۰۲ شروع به کار کرد.